# Mickleby
Mickleby är en ort och civil parish i Storbritannien.   Den ligger i grevskapet North Yorkshire och riksdelen England, i den centrala delen av landet, 300 km norr om huvudstaden London. Mickleby ligger 171 meter över havet och antalet invånare är 283.
Terrängen runt Mickleby är platt åt nordväst, men åt sydost är den kuperad. Havet är nära Mickleby åt nordost. Runt Mickleby är det ganska tätbefolkat, med 129 invånare per kvadratkilometer. Närmaste större samhälle är Guisborough, 19,2 km väster om Mickleby. Trakten runt Mickleby består i huvudsak av gräsmarker.